# Fresnes-sur-Marne
Fresnes-sur-Marne – miejscowość i gmina we Francji, w regionie Île-de-France, w departamencie Sekwana i Marna.
Według danych na rok 1990 gminę zamieszkiwało 398 osób, a gęstość zaludnienia wynosiła 53 osób/km² (wśród 1287 gmin regionu Île-de-France Fresnes-sur-Marne plasuje się na 865. miejscu pod względem liczby ludności, natomiast pod względem powierzchni na miejscu 518.).